# Albert Capellas
Albert Capellas Herms (Avinyó, Barcelona, España, 1 de octubre de 1967) es un entrenador de fútbol español. Actualmente está sin club.

## Trayectoria
Después de una carrera modesta como futbolista, se unió al C. F. Gavà en 1991 como entrenador asistente. Más tarde, Capellas ingresó en la cantera del Fútbol Club Barcelona en la que fue entrenador asistente del F. C. Barcelona B desde 1999 hasta 2003 y después se convirtió en coordinador juvenil en el Barcelona.
En 2010 se marchó a Países Bajos para ser ayudante de Albert 'Chapi' Ferrer en el Vitesse Arnhem durante la temporada 2010-2011. Tras la salida de Albert Ferrer tras los malos resultados, continuaría trabajando durante 3 temporadas más en el conjunto neerlandés como segundo entrenador de John van den Brom y Peter Bosz.
Después de dejar Vitesse Arnhem en el verano de 2014, se marchó a Dinamarca para trabajar como asistente de Thomas Frank en el Brondby IF entre 2014 y 2016. Además, también fue el entrenador del sub-17 en el mismo club.
En la temporada 2016-2017 se marcharía al Maccabi Tel Aviv FC para formar parte del cuerpo técnico de Peter Bosz.
El 6 de junio de 2017 Peter Bosz se trajo a Albert como parte del cuerpo técnico del Borussia Dortmund. Ambos serían despedidos en diciembre de 2017 después de una serie de malos resultados.
En el verano de 2018, Capellas fue contratado como asistente de Jordi Cruyff en el Chongqing Lifan de la Superliga de China en la que estaría hasta el término de la temporada. Trabajando ambos lograron salvar la categoría del Chongqing en la primera división de la Superliga China.

### Entrenador
En junio de 2019, firmó contrato con la Federación de fútbol de Dinamarca para convertirse en seleccionador de la Selección de fútbol sub-21 de Dinamarca.  El 16 de octubre de 2020 tras la victoria 2-1 ante Finlandia, Dinamarca se clasificó para la Eurocopa. El balance fue espectacular: 8 victorias, un empate y ninguna derrota para tener la clasificación.
En junio de 2021, regresa al FC Barcelona para ser entrenador del fútbol base. Durante la temporada 2021-22, se hizo cargo del FC Barcelona B mientras Sergi Barjuan estuvo durante tres encuentros dirigiendo al primer equipo tras la salida de Ronald Koeman.
El 24 de agosto de 2022, firmó como entrenador del FC Midtjylland de la Superliga de Dinamarca.Fue despedido el 14 de marzo de 2023 con el club en el noveno lugar de la Superliga danesa.
El 10 de septiembre de 2024, fue oficializado como técnico de la selección de Filipinas. En mayo de 2025, anunció su salida del cargo por "motivos personales".

## Clubes

### Como entrenador
| Club                                    | País         | Año       |
| --------------------------------------- | ------------ | --------- |
| CF Gavà (2.º entrenador)                | España       | 1991-1994 |
| FC Barcelona B (2.º entrenador)         | España       | 1999-2003 |
| Vitesse Arnhem (2.º entrenador)         | Países Bajos | 2010-2014 |
| Brøndby IF (2.º entrenador)             | Dinamarca    | 2014-2015 |
| Brøndby IF (sub-17)                     | Dinamarca    | 2016      |
| Maccabi Tel Aviv FC (2.º entrenador)    | Israel       | 2016-2017 |
| Borussia Dortmund (2.º entrenador)      | Alemania     | 2017-2018 |
| Chongqing Lifan (2.º entrenador)        | China        | 2018-2019 |
| Selección de fútbol sub-21 de Dinamarca | Dinamarca    | 2019-2021 |
| FC Barcelona (fútbol base)              | España       | 2021-2022 |
| FC Barcelona "B" (interino)             | España       | 2021      |
| FC Midtjylland                          | Dinamarca    | 2022-2023 |
| Selección de Filipinas                  | Filipinas    | 2024-2025 |